# Selecția georgiană la Concursul Muzical Eurovision Junior 2008
Selecția națională georgiană la Concursul Muzical Eurovision Junior 2008 a avut loc pe 4 octombrie.
Ea a fost transmisă de Televiziunea Publică Georgiana (GPB) și pe Internet începând de la ora 18:00.
La această selecție au putut participa copii cu vârste între 10 și 15 ani.

### Câștigător
Trupa Bzikebi (Viespele) a câștigat finala georgiană. Trupa este compusă din interpreții Giorgi Shiolashvili, Mariam Tatuashvili și Mariam Kikuashvili.

### Finala
Finla este compusă din 9 trupe și interpreți:
| # | Artist                                         | Cântec                | Translatie           |
| 1 | Trupa "Shatalo"-Chiulangii                     | Chven Virchevt Adgils | Ne alegem locul      |
| 2 | Ia Orjonikidze                                 | Harale                | Harale               |
| 3 | Trupa "Patriotebi"-Patrioții                   | Rivore                | Rivore               |
| 4 | Trupa "Krimanchuli"                            | Leqsi Saxumaro        | Poezia voioasă       |
| 5 | Trupa "Gogoebi"-Fetele                         | Teleponis Jazi        | Jazz-ul telefonului  |
| 6 | Trupa "Bzikebi"-Viespele                       | Bzzz                  | Bzzz                 |
| 7 | Mariami                                        | De                    | Mama                 |
| 8 | Trupa "Baptiani Gitareli"-Chitarele cu fundițe | Urchi Sikvaruli       | Iubirea încăpățânată |
| 9 | Sopho                                          | Chemi Varskvlavi      | Steaua mea           |

Diana Gurtskaya, reprezentanta Georgiei la Eurovision 2008, și-a împărtășit experiența cu participanții la concurs.